# Färs landsfiskalsdistrikt
Färs landsfiskalsdistrikt var 1952–1964 ett landsfiskalsdistrikt i Malmöhus län, bildat när Sveriges nya indelning i landsfiskalsdistrikt trädde i kraft den 1 januari 1952 (enligt kungörelsen 1 juni 1951). Distriktet skapades genom sammanslagning av de tidigare landsfiskalsdistrikten Bjärsjölagård (förutom en del som uppgick i Hörby landsfiskalsdistrikt) och större delen av Sjöbo. Den 1 januari 1965 avskaffades i Sverige samtliga landsfiskaler och landsfiskalsdistrikt, och deras arbetsuppgifter delades upp på de nyskapade indelningarna polisdistrikt, åklagardistrikt och kronofogdedistrikt.
Landsfiskalsdistriktet låg under länsstyrelsen i Malmöhus län.

## Ingående områden

### Från 1 januari 1952
- Bjärsjölagårds landskommun
- Blentarps landskommun
- Sjöbo köping
- Vollsjö landskommun
- Östra Färs landskommun